# Northfield (Nuevo Hampshire)
Northfield es un pueblo ubicado en el condado de Merrimack en el estado estadounidense de Nuevo Hampshire. En el Censo de 2010 tenía una población de 4.829 habitantes y una densidad poblacional de 63,91 personas por km².

## Geografía
Northfield se encuentra ubicado en las coordenadas 43°24′37″N 71°34′4″O / 43.41028, -71.56778. Según la Oficina del Censo de los Estados Unidos, Northfield tiene una superficie total de 75.56 km², de la cual 74.67 km² corresponden a tierra firme y (1.18%) 0.89 km² es agua.

## Demografía
Según el censo de 2010, había 4.829 personas residiendo en Northfield. La densidad de población era de 63,91 hab./km². De los 4.829 habitantes, Northfield estaba compuesto por el 96.58% blancos, el 0.79% eran afroamericanos, el 0.31% eran amerindios, el 0.79% eran asiáticos, el 0% eran isleños del Pacífico, el 0.19% eran de otras razas y el 1.35% pertenecían a dos o más razas. Del total de la población el 1.45% eran hispanos o latinos de cualquier raza.